# Торунн Свейнбьядндоуттир
Торунн Свейнбьядндоуттир (исл. Þórunn Sveinbjarnardóttir; род. 22 ноября 1965, Рейкьявик) — исландский политический и государственный деятель. Заместитель председателя парламентской группы партии «Социал-демократический альянс». Председатель альтинга с 4 февраля 2025 года. В прошлом — министр экологии Исландии (2007—2009).  Депутат альтинга в 2003—2011 годах и с 2021 года.

## Биография
Родилась 22 ноября 1965 года в Рейкьявике. Дочь юриста Свейнбьёрна Хаблидасона (Sveinbjörn Hafliðason; 20 июня 1939 — 5 марта 2021) и офисной работницы Анны Хюльд Лаурусдоуттир (Anna Huld Lárusdóttir; род. 22 марта 1944).
В 1984 году окончила среднюю школу, в 1989 году — Исландский университет, где получила степень бакалавра политических и медиа-исследований. Была активной участницей студенческих организаций, в 1988 году была председателем Röskva. Продолжила обучение в США, в 1991 году получила степень магистра международной политики в частном Университете Джонса Хопкинса. В 2014 году получила степень магистра прикладной этики в Исландском университете.
В 1991—1992 годах работала в отделе приёма вьетнамских беженцев в Исландию в Исландском Красном Кресте.
В 1992 году проходила стажировку в информационном бюро Европейской ассоциации свободной торговли (ЕАСТ) в Женеве.
В 1992—1995 годах работала директором партии «Женский список».
В 1995—1996 годах работала пресс-секретарём Международной федерации обществ Красного Креста и Красного Полумесяца (IFRC) в Танзании.
С апреля по ноябрь 1996 года была замещающим депутатом альтинга от округа Рейкьянес от партии «Женский список».
В 1996 году работала в Исландском Красном Кресте, в 1996—1997 годах — пресс-секретарём IFRC в Азербайджане.
Была одним из двух организаторов кампании «Рейкьявикского списка» на местных выборах 23 мая 1998 года.
В 1998—1999 годах работала журналистом газеты Morgunblaðið.
По результатам парламентских выборов 8 мая 1999 года избрана впервые депутатом альтинга в округе Рейкьянес от «Социал-демократического альянса», в который вошёл  «Женский список». Была членом Комитета по экологии (1999—2003), Комитета по иностранным делам (2000—2003), исландского отделения Конференции парламентариев Арктического региона (КПАР) (2001—2003).
Переизбрана на парламентских выборах 10 мая 2003 года в Юго-Западном округе. Была членом Комитета по экологии (2004—2005), Комитета по иностранным делам (2003—2007), Комитета по сельскому хозяйству (2003—2005), Комитета по транспорту (2005—2007), исландского отделения КПАР (2003—2005). 
Переизбрана на парламентских выборах 12 мая 2007 года в том же округе.
После парламентских выборов 2007 года «Социал-демократический альянс» создал коалицию с Партией независимости. Торунн Свейнбьядндоуттир назначена министром экологии Исландии в правительстве под руководством Гейра Хаарде. Правительство ушло в отставку 26 января 2009 года из-за развала коалиции на фоне тяжёлого финансового и экономического кризиса. 20 января в Рейкьявике прошла антиправительственная демонстрация, которая переросла в массовые беспорядки и столкновения с полицией.
По результатам досрочных выборов 25 апреля 2009 года Торунн Свейнбьядндоуттир переизбрана депутатом альтинга в Юго-Западном округе. В 2009 году — председатель Комитета по социальным вопросам и страхованию, в 2009—2010 годах — председатель Комитета по экологии. Была членом Комитета по иностранным делам (2009—2010), Комитета по социальным вопросам и страхованию (2010—2011), Избирательной комиссии (2009—2011), Комитета по здравоохранению (2009—2011), исландского отделения КПАР (2009—2011). В 2010—2011 годах была председателем парламентской группы партии «Социал-демократический альянс».
В 2013 году была помощницей председателя «Социал-демократического альянса». В 2013—2015 годах — директор «Социал-демократического альянса».
В 2013—2016 годах — член правления национальной энергетической компании «Ландсвиркьюн».
В 2015—2021 годах была председателем профсоюза Bandalag háskólamanna (BHM).
По результатам парламентских выборах 25 сентября 2021 года Торунн Свейнбьядндоуттир вновь избрана депутатом альтинга в Юго-Западном округе. Является заместителем председателя парламентской группы партии «Социал-демократический альянс», председателем Административно-ревизионного комитета (с 2021), членом Комитета по окружающей среде и транспорту (с 2022), заместителем председателя исландского отделения Межпарламентского союза, членом Избирательной комиссии (с 2021).
По результатам парламентских выборах 2024 года Торунн Свейнбьядндоуттир избрана 4 февраля 2025 года председателем альтинга.

## Личная жизнь
Имеет приёмную дочь Храбнхильдур Мин Торуннардоуттир (Hrafnhildur Ming Þórunnardóttir; род. 2002). Удочерила её в ноябре 2003 года из Китая, когда Торунн Свейнбьядндоуттир было 38 лет, а её дочери — 14 месяцев. Весь процесс удочерения занял около трёх лет. 
Из-за цвета кожи, внешности и происхождения Храбнхильдур Мин Торуннардоуттир столкнулась с дискриминацией в Исландии. 
В 2011 году Храбнхильдур Мин Торуннардоуттир с матерью посетили Китай, побывали в детском доме, где она жила.